# All Nite (Don’t Stop)
Az All Nite (Don’t Stop) Janet Jackson amerikai énekesnő harmadik kislemeze Damita Jo című albumáról. 2004-ben jelent meg. Nemzetközi kiadásban dupla A-oldalas kislemezként jelent meg az I Want You című számmal. Részletet használ fel Herbie Hancock 1975-ben megjelent Hang up Your Hang Ups című számából.

## Fogadtatása
A dal a 19. helyig jutott a Bubbling Under Hot 100 Singles slágerlistán, ez a Billboard Hot 100 lista 119. helyének felel meg. A Hot Dance Club Play listán az első helyre került. A dal a legtöbb európai országban és Japánban nem került be a Top 30-ba, az Egyesült Királyságban azonban a 19., Ausztráliában a 24. helyig jutott.

## Videóklip és remixek
A dal videóklipjét Francis Lawrence rendezte, és egy elhagyatott Los Angeles-i hotelben játszódik, áramszünet idején. A Super Bowl-incidens után az MTV nem volt hajlandó játszani Jackson új videóklipjeit, így csak az MTV Hits és az MTV Jams adta, a BET és a VH1 azonban rendszeresen adták.

### Hivatalos remixek
- Original Version – 3:27
- Vox Up Version – 3:27
- Clean Version – 3:27
- Chad Jack Remix
- Chris Cox Club Mix
- Kwame Stimulated Remix - 4:29
- Low End Specialists Main Mix – 8:43
- Low End Specialists Radio Edit – 3:48
- Low End Speicalists Dub – 8:43
- Low End Specialists Instrumental – 8:46
- Sander Kleinenberg Everybody Club Mix – 8:42
- Sander Kleinenberg Radio Mix – 4:19
- Sander Kleinenberg Dub – 8:41
- So So Def Remix feat. Elephant Man – 3:51
- So So Def Instrumental – 3:48
- So So Def A Cappella feat. Elephant Man – 3:51
- SugarDip Breaks Remix – 7:05
- SugarDip Breaks Remix Radio Edit – 3:26

## Változatok
CD maxi kislemez
1. All Nite (Don’t Stop) – 3:26
2. I Want You – 3:58
3. Put Your Hands On – 3:56

CD maxi kislemez
1. All Nite (Don’t Stop) – 3:26
2. I Want You – 3:58
3. Put Your Hands On – 3:56
4. All Nite (Don’t Stop) (Sander Kleinenberg’s Radio Mix) – 4:14
5. I Want You (Ray Roc Radio Mix) – 4:18
6. All Nite (Don’t Stop) (videóklip) – 4:27
7. I Want You (videóklip) – 3:34

## Helyezések
| Slágerlista (2004)                           | Legmagasabb helyezés |
| -------------------------------------------- | -------------------- |
| USA Billboard Bubbling Under Hot 100 Singles | 19                   |
| USA Billboard Hot R&B/Hip-Hop Songs          | 90                   |
| USA Billboard Hot Dance Club Play            | 1                    |
| USA ARC Weekly Top 40                        | 16                   |
| Ausztrál ARIA kislemezlista                  | 24                   |
| Belga kislemezlista                          | 21                   |
| Brit kislemezlista                           | 19                   |
| Eurochart Hot 100 Singles                    | 30                   |
| Ír kislemezlista                             | 26                   |
| Japán J-Wave Tokio Hot 100                   | 30                   |
| Német kislemezlista                          | 48                   |
| Német rádiós játszási lista                  | 46                   |
| Olasz kislemezlista                          | 30                   |
| Spanyol Los 40 Principales                   | 13                   |
| Svájci kislemezlista                         | 76                   |
| Új-zélandi RIANZ kislemezlista               | 39                   |
| World Dance/Trance Top 30 Singles            | 10                   |